# Socks (Katze)

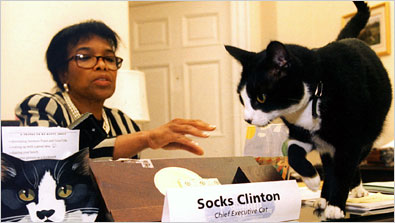
Betty Currie und Socks

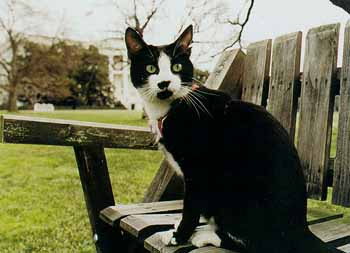
Socks im Garten

Der Kater Socks (* Ende 1990 / Anfang 1991; † 20. Februar 2009) war die Hauskatze der Familie des ehemaligen US-Präsidenten Bill Clinton und wurde als „First Cat“ auch international bekannt.

## Leben
Socks wurde als Jungtier Anfang 1991 von Chelsea Clinton in Little Rock/Arkansas gefunden und von der Familie Clinton als Haustier aufgenommen. Aufgrund seiner weißen Pfoten bei ansonsten fast vollständig schwarzem Fell wurde der Kater „Socks“ (engl. Socken, Strümpfe) genannt.
Nachdem Bill Clinton 1992 zum amerikanischen Präsidenten gewählt worden war, kam er mit der Familie Clinton Anfang 1993 in das Weiße Haus in Washington, D.C. Er war dort bis 1995 das einzige Haustier im Weißen Haus und wurde als „First Cat“ bezeichnet. Durch gelegentliche Presseberichte wurde er auch über die USA hinaus bekannt und hatte eine große Fangemeinde. 1997 kam der Labrador Retriever Buddy hinzu. Die beiden mochten sich jedoch nicht und mussten in getrennten Räumen gehalten werden.
Seit dem Ende der Amtszeit von Bill Clinton 2001 befand sich Socks in der Obhut von Betty Currie, der pensionierten Sekretärin von Bill Clinton, in Hollywood/Maryland. Im Dezember 2008 verschlechterte sich sein Gesundheitszustand aufgrund einer Krebserkrankung, weshalb er am 20. Februar 2009 eingeschläfert wurde.

## Trivia
Die amerikanische Mode-Designerin Judith Leiber entwarf 1996 für Hillary Clinton eine Socks-Abendhandtasche. Ein Exemplar dieses Modells ist im Amsterdamer Tassenmuseum Hendrikje ausgestellt.
Die deutsche Damenmode-Marke SOCCX ist ein Modelabel der deutschen Clinton Großhandels-GmbH (ebenfalls Camp David) mit Sitz im brandenburgischen Hoppegarten. Der Name ist angelehnt an „Socks - the first cat“.